# Col du Lausfer
Le col du Lausfer, à 2 430 mètres d'altitude, est un col pédestre du massif du Mercantour-Argentera séparant l'Italie de la France.
Le col du Lausfer est situé sur la frontière dessinée en 1947 par le traité de Paris, en zone d'adhésion (périphérique) du parc national du Mercantour. Les lacs Lausfer se trouvent en contrebas du col, dominés par les cimes du Lausfer. Il se trouve sur d'anciens chemins de ronde militaires.